# 永禄乡
永录乡，是中华人民共和国山西省晋城市高平市下辖的一个乡镇级行政单位。2021年3月，永禄乡撤销，并入北城街街道。

## 行政区划
永录乡下辖以下地区：
永录村、底东山村、铺上村、秋子村、段家沟村、三军村、庙耳沟村、许庄村、泉则头村、马家庄村、扶市村、东庄村、上扶村、刘家庄村、黄耳沟村、券门村和堡头村。